# Albert von Memerty
Albert von Memerty (8 tháng 12 năm 1814 – 24 tháng 1 năm 1896) là một tướng lĩnh trong quân đội của Vương quốc Phổ và Đế quốc Đức.
Memerty sinh ra tại Damsdorf gần Bütow ở Pommern. Ông đã gia nhập Quân đội Phổ vào ngày 8 tháng 3 năm 1832, làm lính trong Trung đoàn Bộ binh số 4. Ông được thăng lên sĩ quan vào ngày 18 tháng 4 năm 1832; lên đại úy vào năm 1852; và lên thiếu tá vào năm 1859 trong Trung đoàn Trừ bị Westfalen số 13. Sau một cuộc tái cấu trúc quân đội, trung đoàn này đổi tên thành Trung đoàn Bộ binh số 53 (Westfalen số 5).
Memerty tham gia chiến trận lần đầu tiên trong cuộc Chiến tranh Schleswig lần thứ hai giữa Phổ và Áo với Đan Mạch. Ông tham chiến tại trận Dybbøl và trận Als (1864).
Ngay trước khi cộc Chiến tranh Áo-Phổ bùng nổ vào năm 1866, Memerty được phong hàm Đại tá với chức vụ tư lệnh Trung đoàn Phóng lựu số 5 (Đông Phổ số 4). Ông đã chỉ huy trung đoàn này tham gia chiến đấu trong trận Trautenau vào ngày 27 tháng 6.
Khi cuộc Chiến tranh Pháp-Đức bùng nổ vào năm 1870, ông được phong cấp Thiếu tướng và chỉ huy các Trung đoàn số 4 và 44. Hai trung đoàn này gộp lại thành Lữ đoàn Bộ binh số 3, một phần thuộc Binh đoàn thứ nhất dưới quyền lão tướng Steinmetz. Trong cuộc chiến tranh này, ông đã tham chiến trong trận Colombey-Rouilly vào ngày 14 tháng 8, và sau đó là trận Noisseville từ ngày 31 tháng 8 cho đến ngày 1 tháng 9 năm 1870. Ông đã tham gia trong cuộc vây hãm Metz, mặc dù ông bị buộc phải rời bỏ cuộc vây hãm do lâm bệnh. Ông tham gia chiến đấu lần cuối cùng tại trận Pertry-Poeuilly]] vào ngày 17 tháng 1 năm 1871, và bị thương nặng trong cuộc giao chiến này.
Memerty được tặng thưởng Huân chương Thập tự Sắt và Huân chương Quân công vì những chiến công của ông đối với Đức trong cuộc chiến. Vào ngày 2 tháng 12 năm 1871, ông được bổ nhiệm làm Tư lệnh quân Phổ ở Danzig, và sau khi được thăng cấp Trung tướng vào ngày 14 tháng 8 năm 1875, ông được hưởng lương.
Memerty từ trần vào ngày 24 tháng 1 năm 1896 tại Wiesbaden.